# Religionsfrihed
Tros- og religionsfrihed er en del af frihedsrettighederne og giver i det store hele mennesker lov til at have den tro, som de selv ønsker, uden den er dem påtvungen på nogen måde.
Med grundloven af 1849 indførtes i Danmark både borgernes fulde trosfrihed, samtidig med at det blev fastslået, at den evangelisk-lutherske kirke er den danske folkekirke. Dette Fremgår af grundlovens §4, der lyder: "Den evangelisk-lutherske kirke er den danske folkekirke og understøttes som sådan af staten." og §67, der lyder: "Borgerne har ret til at forene sig i samfund for at dyrke Gud på den måde, der stemmer med deres overbevisning, dog at intet læres eller foretages, som strider mod sædeligheden eller den offentlige orden." Derudover omhandler §68, §69, §70 og §71 alle religionsfrihed.
Danmark har tilsluttet sig Den Europæiske Menneskerettighedskonvention, hvis artikel 9 giver ret til frihed for tanke, samvittighed og religion. Dette indbefatter retten til at skifte religion eller overbevisning, samt til at følge sin religion eller overbevisning ved tilbedelse, undervisning, praksis og overholdelse, under visse begrænsninger der er "foreskrevet ved lov" og er "nødvendige i et demokratisk samfund".
Statsstøtten til den danske folkekirke sker dels i form af helligdagslovgivning og kirkelig lovgivning, dels økonomisk og administrativt i form af bidrag til præstelønninger, kirkerestaureringer, opkrævning af kirkeskat og opretholdelse af et kirkeministerium og stiftsstyrelser.